# Mant Khas
Mant Khas è una suddivisione dell'India, classificata come census town, di 5.240 abitanti, situata nel distretto di Kangra, nello stato federato dell'Himachal Pradesh. In base al numero di abitanti la città rientra nella classe V (da 5.000 a 9.999 persone).

## Geografia fisica
La città è situata a 32° 12' 13 N e 76° 20' 47 E.

## Società

### Evoluzione demografica
Al censimento del 2001 la popolazione di Mant Khas assommava a 5.240 persone, delle quali 2.666 maschi e 2.574 femmine. I bambini di età inferiore o uguale ai sei anni assommavano a 380, dei quali 208 maschi e 172 femmine. Infine, coloro che erano in grado di saper almeno leggere e scrivere erano 4.502, dei quali 2.344 maschi e 2.158 femmine.